# Etažna lastnina
Etažna lastnina je lastnina posameznega dela zgradbe in solastnina na skupnih delih, ki služijo vsem ali nekaterim posameznim delom zgradbe. Od leta 2002 jo ureja Stvarnopravni zakonik in velja tudi za nestanovanjske zgradbe. Za lastninska in druga stvarnopravna razmerja za posameznem delu se uporabljajo pravila, ki veljajo za nepremičnine.

## Nastanek
Izpolnjeni morajo biti fizični pogoji za obstoj etažne lastnine v zgradbi, torej funkcionalna samostojnost samostojnega dela zgradbe in pristop do posameznih delov zgolj z uporabo skupnih. Zemljišče samo je nujen skupni del.
Z uvedbo etažne lastnine se morajo strinjati solastniki oz. lastnik zgradbe oz. jo morajo zahtevati v postopku delitve solastnine. Ob podrobnem opisu nove ureditve in sklenjeni etažni pogodbi se etažna lastnina vpiše v zemljiško knjigo.
Spremembe, ki bistveno posegajo v vsebino pravnega razmerja, so dopustne le, če so sklenjene pod pogoji, določenimi za nastanek etažne lastnine.

## Urejanje razmerij
- Razmerja se urejajo po določbah o solastnini, etažni lastniki pa z vsebino etažne pogodbe določajo pravila, ki odstopajo od splošnih načel urejanja solastnine.
- Upravljanje skupnih delov je pravica in breme vseh etažnih lastnikov. Skupni deli so bistven del etažne skupnosti. 
  - Posli rednega upravljanja se lahko sklepajo z večino solastniških deležev. Posli, ki presegajo redno poslovanje, potrebujejo soglasje vseh solastnikov. Če se večina lastnikov po solastniških deležev strinja, se lahko vloži predlog, da o poslu odloča sodišče.
- Zaradi narave vrednosti skupnega premoženja se lahko ali mora uvesti rezervni sklad, v katerega etažni lastniki vplačujejo strogo namenski denar. Sklad ima vlogo ločenega premoženja, z njim razpolaga upravnik. Vplačila v rezevni sklad so zavarovana z zakonitim stvarnim bremenom.

## Etažni lastnik
Lastnik lahko brez soglasja ostalih etažnih lastnikov izvaja spremembe na svojem delu, če to ne pomeni poslabšanja ali večjega posega v drug del nepremičnine. Ob večjem posegu v skupne dele mora pridobiti soglasje večine etažnih lastniko po solastniških deležih.
V manjših stavbah obstaja zakonita predkupna pravica na etažni lastnini.
Etažni lastnik mora zagotoviti popravila na svojem posameznem delu, če je to potrebno za odvrnitev škode od drugih delov zgradbe. Trpeti in dovoliti mora vstop v svoj posamezni del za neizogibna ali drugače nesorazmerno draga popravila ali izboljšave. Poseg mora biti najavljen in opravljen na najkrajši in najmanj moteč način. Posredovati mora vse podatke in listine potrebne za upravljanje skupnih delov.
Neprimerna raba posameznih in skupnih delov, neplačevanje bremen, in ostala ravnanja etažnega lastnika, ki grobo kršijo temeljna pravila sosedskega sožitja tako, da postane skupnost z njim nevzdržna, lahko pomenijo ob obveznem opominu kršilca tudi vložitev izključitvene tožbe. O vložitvi odločajo preostali etažni lastniki z glasovanjem po solastniških deležih. Tožba zahteva izključitev etažnega lastnika in prodajo njegovega posameznega dela. Prodaja se ob privolitvi sodišča vrši po pravilih izvršbe na nepremičninah, celotna kupnina pa se po odbitku stroškov postopka preda izključenemu lastniku.

## Prenehanje
Etažna lastnina preneha s pravnim poslom etažnih lastnikov, z uničenjem zgradbe ali njenega posameznega dela (etažna lastnina preneha le na uničenem delu).